# 1991年臺灣
|        | 臺灣歷史 \| 台灣歷史年表 |
| 世纪： | 19世纪臺灣 \| 20世纪臺灣 \| 21世纪臺灣 |
| 年代： | 1960年代臺灣 \| 1970年代臺灣 \| 1980年代臺灣 \| 1990年代臺灣 \| 2000年代臺灣 \| 2010年代臺灣 \| 2020年代臺灣                                           |
| 年份： | 1986年臺灣 \| 1987年臺灣 \| 1988年臺灣 \| 1989年臺灣 \| 1990年臺灣 \| 1991年臺灣 \| 1992年臺灣 \| 1993年臺灣 \| 1994年臺灣 \| 1995年臺灣 \| 1996年臺灣 |
| 纪年： | 辛未年（羊年）、中華民國80年 |

## 政府

### 國家正副元首

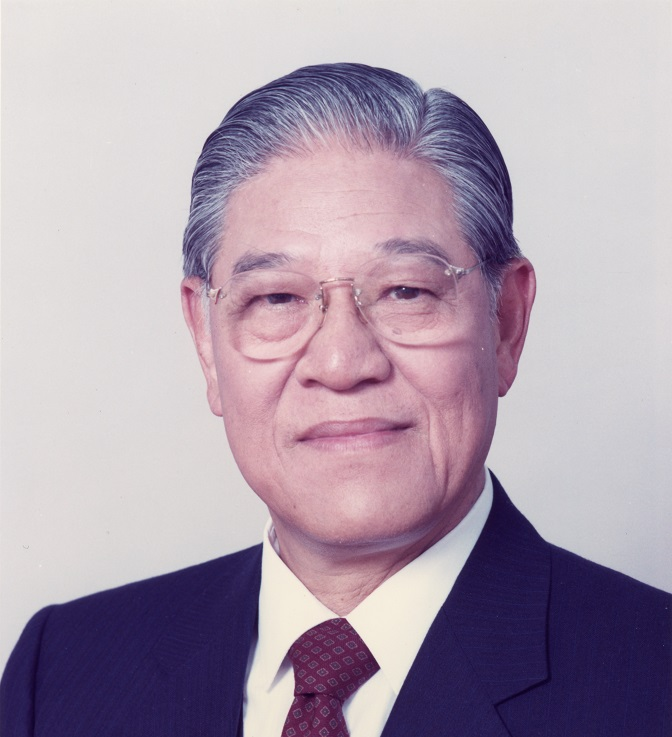
總統：李登輝
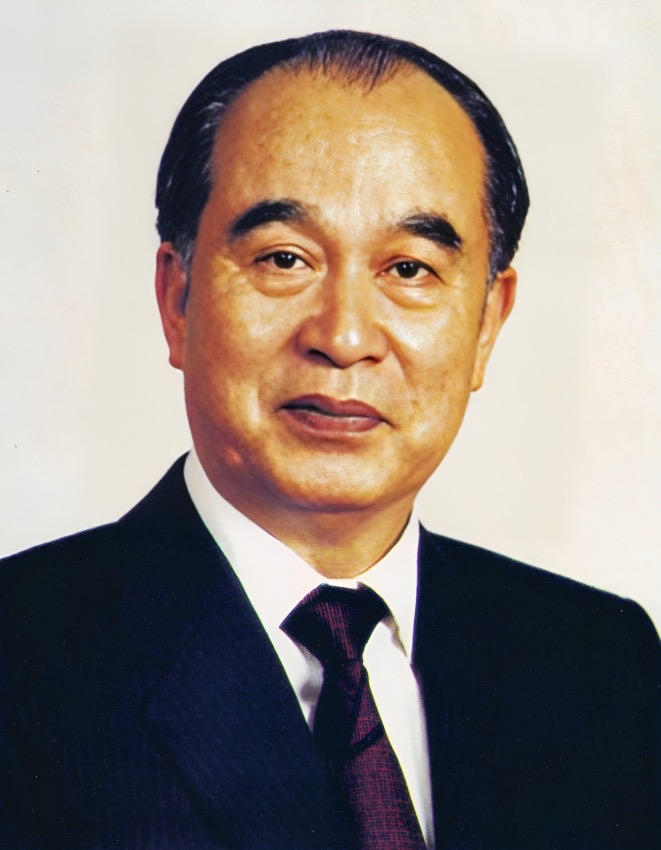
副總統：李元簇

### 五院首長

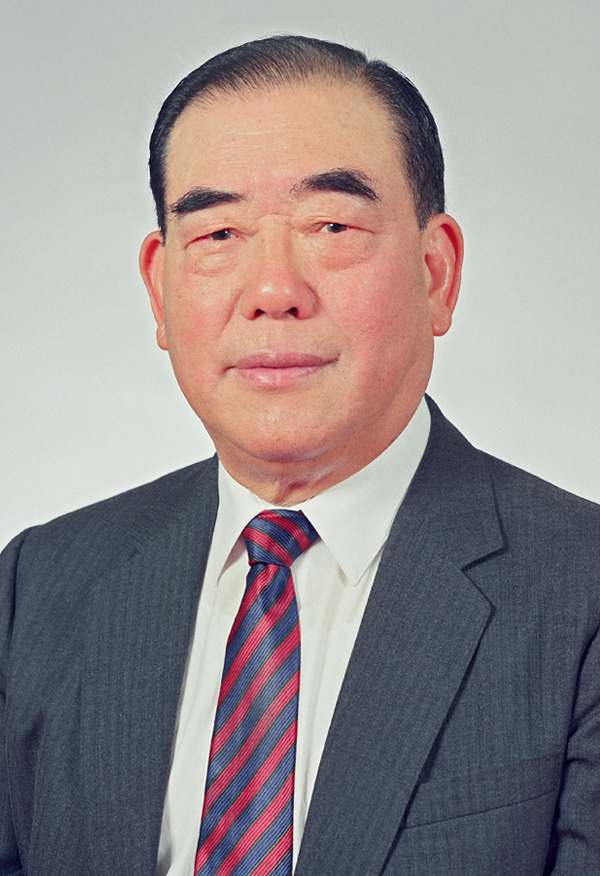
行政院院長：郝柏村
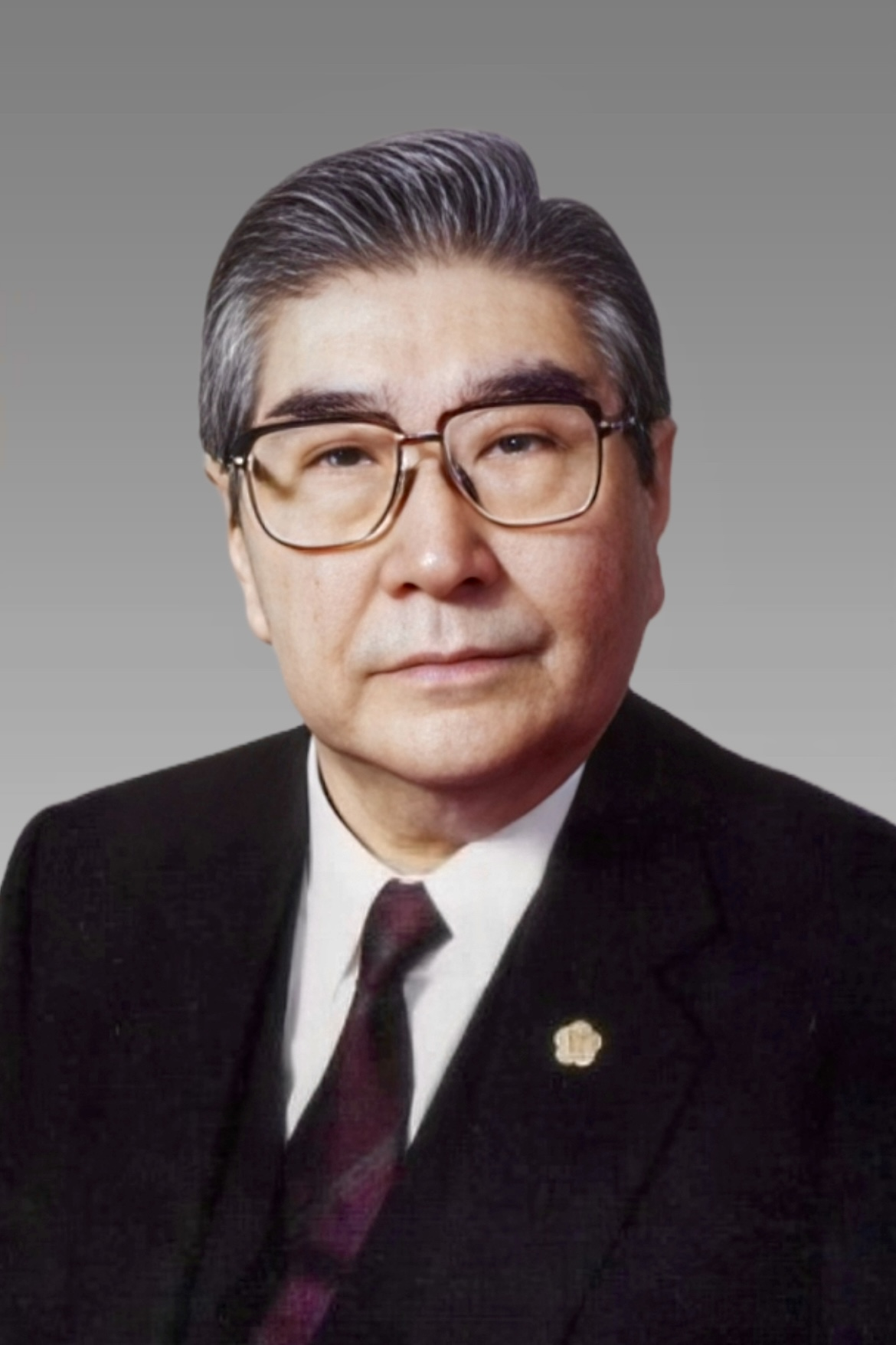
立法院院長：梁肅戎
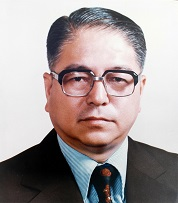
司法院院長：林洋港
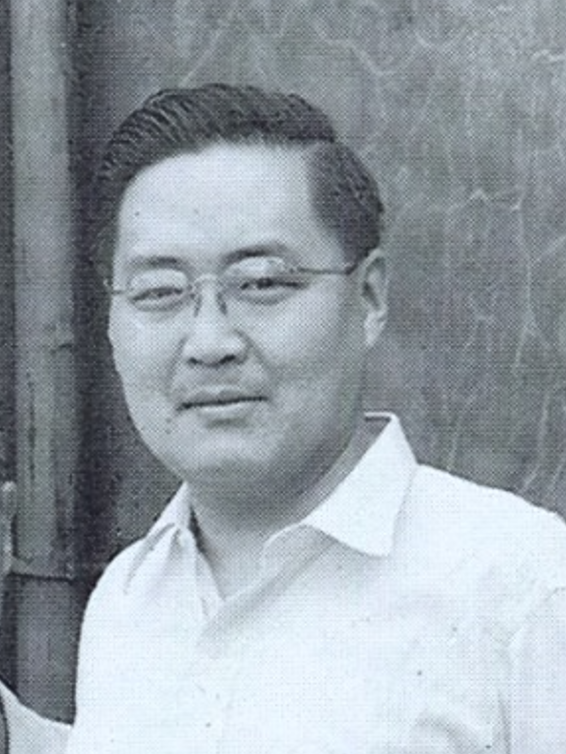
考試院院長：孔德成
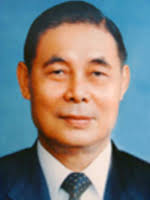
監察院院長：黃尊秋

### 省政府主席

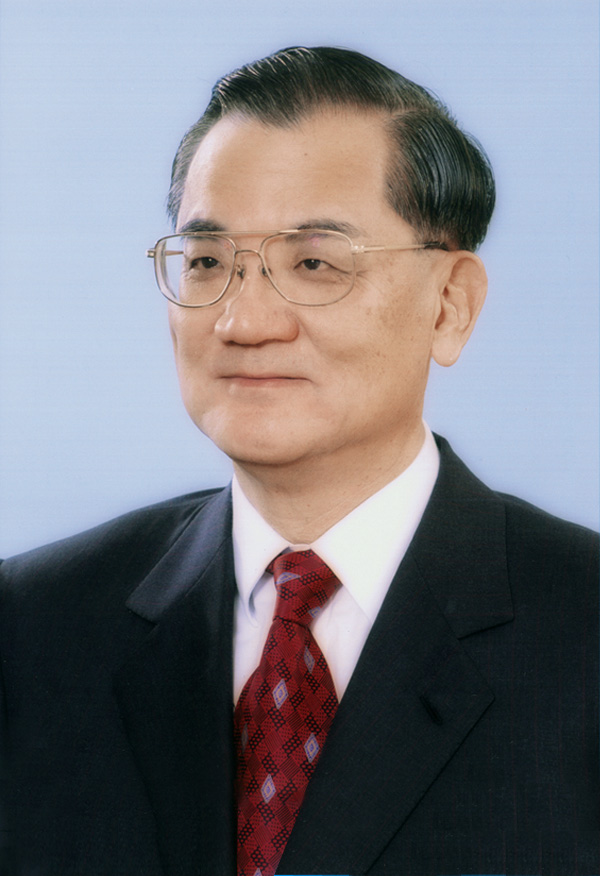
臺灣省政府主席：連戰
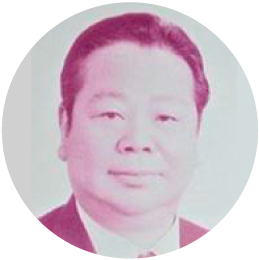
福建省政府主席：吳金贊

## 大事記

### 1-3月
- 1月1日：新中部橫貫公路正式通車。僅玉里玉山線在塔塔加－大心段未興築，其餘在嘉義玉山線、水里玉山線等二線皆完成全線。
- 1月28日：行政院大陸委員會成立。
- 3月9日：海峽交流基金會在台北正式成立。
- 3月24日：臺北縣汐止鎮（今新北市汐止區）發生吳銘漢夫婦命案。檢警專案小組逮捕蘇建和、劉秉郎、莊林勳、王文忠、王文孝五人。由於缺乏直接證據證明蘇建和等人涉案，此案纏訟21年，2012年臺灣高等法院判決蘇建和等三人無罪定讞。

### 4-6月
- 4月22日，廢止《動員戡亂時期臨時條款》之修憲提案進行三讀，在朗讀全部條文後，主席裁定以起立方式進行表決，在場人數445人；經表決結果，起立贊成者438人超過修憲四分之三的法定人數，大會於是作成決議：廢止《動員戡亂時期臨時條款》及《中華民國憲法》第一條至第十條增修條文經三讀通過，咨請總統明令廢止，並附帶決議：第八次會議修訂《臨時條款》及其審查修正案，本次臨時會毋庸再議。
- 4月23日：省議員張溫鷹在省議會民政委員會中建議政府將每年的2月28日訂為「和平紀念日」。
- 4月28日：中華民國海峽交流基金會首次派員訪問北京。
- 4月30日：李登輝總統依照國民大會之咨請，明令宣告動員戡亂時期將於同年5月1日零時終止。
- 5月1日：中華民國正式終止「動員戡亂」時期，結束對中國共產黨當局的敵對狀態。
- 5月9日：獨台會案-凌晨，調查局幹員進入大學校園，逮捕研究生...
- 5月11日：澎湖望安機場正式啟用。
- 5月14日：勞動黨中央黨部發布〈反對新白色恐怖聲明〉，抨擊李登輝政府「獨台政府逮捕台獨青年，是虛偽的表現」。
- 5月15日：獨台會案-來自各大專院校的大學生進入台北車站聲援被捕學生。
- 5月17日：因獨台會案影響，立法院火速三讀通過廢除《懲治叛亂條例》。
- 5月22日：《懲治叛亂條例》正式由總統宣告廢止。
- 6月1日：華信航空成立。
- 6月14日：法國政府批准軍售拉法葉艦予台灣。。

### 7-9月
- 7月1日：長榮航空首航漢城(首爾)、曼谷；
- 7月1日：屏東商業專科學校升格為技術學院。
- 7月21日：發生闽狮渔事件。
- 9月1日：臺鐵東勢線宣告結束營業[1]:42。
- 8月6日：經陳水扁等立委提起釋字第283號釋憲後，民進黨主席黃信介恢復其終身職立委身分，在復職四十分鐘後，發表《請與我一同告別舊時代》演說，辭去立委一職。

### 10-12月
- 11月10日：這一天是中華職棒二年的總冠軍賽第七戰，攻守雙方是味全龍與統一獅。賽中突然下了一場大雨，主辦單位宣佈延賽，全場球迷激動高喊：「我們要巨蛋！我們要巨蛋！我們要巨蛋！」
- 11月12日：許信良接替黃信介，為民進黨第四任黨主席。
- 12月3日：台灣網際網路與美國網際網路連結。
- 12月16日：南迴鐵路舉行通車典禮[2]。
- 12月21日：中華民國舉辦第二屆國民大會代表選舉。
- 12月25日：南迴鐵路結束免費試乘活動，但因為相關設施還未完成，交通部也尚未履勘通過，故隔年才開始正式營業[2]。
- 12月31日：萬年國會終結。(釋字261號)

## 出生
参见： 1991年出生
- 1月2日——
  - 林羿豪：棒球選手。
  - 高茂傑：競速溜冰選手。
- 1月3日——張閔淨：主持人、通告藝人。
- 1月5日——吳思賢：歌手、演員，是吳思顏之弟。
- 1月7日——
  - 林鶴軒：演員。
  - 郭阜林：棒球選手。
- 1月8日——
  - 高芸鑠：配音員。
  - 鄭瑋：籃球運動員。
- 1月13日——
  - 戴湘儀：政治人物。
  - 張凱貞：網球選手。
- 1月16日——賴晏駒：歌手、主持人。
- 1月18日——
  - 王宇君：YouTube網紅、通告藝人。
  - 包庭政：高爾夫球選手，是包偉銘之子。
- 1月19日——洪崇晏：社會運動人士。
- 1月20日——陳怡娟：游泳運動員。
- 1月23日——李効輯：籃球運動員。
- 1月25日——馬友蓉：模特兒、通告藝人。
- 1月31日——高俊鴻：足球運動員。
- 2月3日——楊威宇，歌手、音樂製作人：是Fun4主唱。
- 2月4日——
  - 陳彥允：台灣男歌手、演員。
  - 周儀翔：籃球運動員。
- 2月5日——王躍霖：棒球選手。
- 2月7日——管麟：演員。
- 2月11日——黃玠瑋：歌手。
- 2月17日——
  - 曹景豪：歌手。
  - 陳孟賢：主持人。
- 2月19日——吳泱潾：主持人、模特兒、啦啦隊員，是Lamigirls成員之一。
- 2月20日——張庭瑚，歌手、演員。
- 2月22日——唐禹菁：啦啦隊員，是Fubon Angels成員之一。
- 2月26日——薛晴：配音員。
- 3月2日——謝沛恩：歌手、演員。
- 3月4日——黃序辰：演員、模特兒。
- 3月6日——
  - 蔡慧君：台灣華視主播。
  - 周伯勳：籃球運動員。
- 3月7日——艾璐：啦啦隊員。
- 3月12日——何織羽：新聞主播。
- 3月15日——
  - 曾允柔：演員。
  - 吳蔚驊：棒球選手。
- 3月16日——林奕含：台灣女作家。
- 3月17日——陳柏瑞：攝影師。
- 3月18日——
  - 藍筠筑：主持人、通告藝人。
  - 林明杰：棒球捕手，是林建予之弟。
- 3月21日——劉時豪：棒球捕手。
- 3月23日——古娃娃：YouTube網紅。
- 3月26日——無尊：演員、主持人、模仿藝人。
- 3月28日——陳威霖：電競選手。
- 3月29日——楊宗樺：網球選手。
- 4月7日——岱毅：演員、模特兒。
- 4月8日——羅德弘：演員、模特兒。
- 4月9日——
  - 劉威廷：演員、主持人。
  - 盧冠良：籃球運動員。
- 4月10日——顧思妤：模特兒。
- 4月11日——
  - 蘇志翔：演員、Twitch網紅。
  - 張耿豪：棒球選手。
- 4月16日——周磊：棒球選手。
- 4月18日——白馭珀：羽球選手。
- 4月19日——曾甜：歌手、主持人。
- 4月20日——李紹朋：特技演員、導演、武術指導。
- 4月24日——
  - 詹佳儒：演員。
  - 蔡尚精：電競教練。
- 4月27日——曾陶鎔：棒球選手。
- 4月30日——洪千淑：YouTube網紅。
- 5月1日——官安妮：文史工作者、社會運動人士。
- 5月3日——張文綺：歌手、演員、主持人、通告藝人。
- 5月6日——舒子晨：演員、主持人、啦啦隊員，是LuxyGirls成員之一。
- 5月8日——李維哲：籃球運動員。
- 5月10日——
  - 郭忠祐：歌手。
  - 楊晴：演員。
- 5月12日——陳則語：籃球教練。
- 5月13日——林祖傑：棒球選手。
- 5月16日——胡凱翔：籃球運動員。
- 5月17日——黃奕儒：歌手。
- 5月27日——潘映竹：歌手、演員，是無雙樂團成員之一。
- 5月29日——王大陸：台灣男演員、模特兒。
- 6月1日——張志祺：視覺設計師、時事評論家、YouTube網紅。
- 6月4日——
  - 彭新銘：政治人物。
  - 黃云歆：演員、主持人。
- 6月5日——辛宜芝：籃球運動員。
- 6月8日——劉宇珊：歌手、演員、主持人、通告藝人。
- 6月10日——簡嘉佑：棒球選手。
- 6月12日——樂擎：作家。林萱瑜 演员
- 6月16日——陳建安：桌球選手。
- 6月18日——柯震東：台灣男演員。
- 6月19日——卞慶華：演員。
- 6月19日——黃遠：台灣男演員。
- 6月25日——董梓甯：啦啦隊員，是Lamigirls成員之一。
- 6月27日——張博為：電競選手。
- 6月28日——
  - 杜凱文：柔道選手。
  - 林昌倫：足球運動員。
- 6月29日——顏如憶：檳榔西施，遭警察過肩摔而爆紅。
- 7月1日——紀品宏：棒球選手。
- 7月3日——
  - 戴平雅：YouTube網紅。
  - 王威晨：棒球選手。
- 7月9日——劉元凱：籃球運動員。
  - 7月14日——
  - 高雋雅：演員，是柴智屏獨生女。
  - 陳文宏：籃球運動員。
- 7月16日——許定南：演員。
- 7月19日——潘家儀：模特兒。
- 7月20日——
  - 孟耿如：演員，是黃子佼之妻。
  - 宛宛兒：主持人、YouTube網紅。
- 7月23日——
  - 蔡譯心：模特兒，視覺設計師。
  - 陳品捷：棒球選手。
- 7月24日——鄧崴：新聞主播。
- 7月25日——張筱婕，台灣女艺人
- 7月27日——張博洋：政治人物。
- 7月30日——許雅晴：羽球選手。
- 8月4日——蔣淯安：籃球運動員。
- 8月7日——邱品程：演員，是邱子芯之姊。
- 8月9日——趙顯章：手球運動員。
- 8月10日——
  - 蒼藍鴿：醫師、YouTube網紅。
  - 李健良：足球運動員。
- 8月12日——沈立心：主持人、啦啦隊員，是中華職棒啦啦隊首位女性團長之一。
- 8月15日——
  - 陳彥名：演員。
  - 鍾依芹：主持人。
- 8月16日——林仙芳：籃球運動員。
- 8月22日——
  - 高靖榕：台灣女藝人。
  - 李婕：演員。
- 8月27日——廖唯鈞：跆拳道選手。
- 8月28日——王翌達：空手道選手。
- 8月29日——謝毅宏：演員。
- 9月4日——
  - 李迪恩：演員。
  - 楊智達：社會運動人士。
- 9月5日——林家翾：羽球教練。
- 9月6日——杜佳琪：超級偶像參賽者。
- 9月8日——王凱程：棒球選手。
- 9月10日——許皓翔：演員、模特兒。
- 9月15日——歐陽霆：政治人物。
- 9月20日——陳凡騏：歌手。
- 9月22日——謝政鵬：網球選手。
- 9月23日——
  - 程冠喬：初樂直播主。
  - 短今：啦啦隊員，是Passion Sisters成員之一。
- 9月26日——杜少榛：啦啦隊員。
- 9月27日——
  - 白安：臺灣女性歌手。
  - 林祐賢：羽球教練。
- 9月28日——廖郁賢：政治人物。
- 9月29日——吳東融：棒球選手。
- 10月1日——
  - 黃新皓：演員。
  - 陳允澤：演員。
- 10月10日——劉希曄：籃球運動員。
- 10月13日——陳家駿：足球運動員。
- 10月15日——
  - 陳家薰：田徑運動員。
  - 李德威：籃球運動員。
- 10月17日——邱比：歌手、音樂製作人。
- 10月25日——郭家佑：企業家。
- 10月26日——許仁豪：羽球選手。
- 10月28日——楊宗昇：演員。
- 10月29日——夏騰宏：演員。
- 10月30日——
  - 徐志賢：歌手、演員。
  - 郭少軒：演員。
- 11月1日——楊智勛：羽球教練。
- 11月2日——曾志偉：足球運動員。
- 11月5日——
  - 郭浴雯：羽球選手。
  - 曹純玉：田徑運動員。
- 11月7日——隋玲：演員、模特兒，是輕晨電主唱。
- 11月8日——曾柏瑜：政治人物。
- 11月9日——
  - 蔡家蓁：歌手。
  - 杜姸：演員。
  - 彭詩晴：籃球運動員。
- 11月11日——姚蜜：演員、主持人、通告藝人。
- 11月12日——潘政琮：高爾夫球運動員。
- 11月23日——翁偉賓：足球運動員。
- 11月25日——陳菀婷：排球運動員。
- 11月26日——朱育賢：棒球選手。
- 11月28日——
  - 米恩綺：演員、通告藝人。
  - 謝艾娜：啦啦隊員、健身教練，是中華職棒啦啦隊首位女性團長之一。
- 11月29日——劉時均：普通人。
- 11月30日——黃偉軒：企業家。
- 12月1日——王蘊琁：臺灣東森記者。
- 12月5日——邵岱兒：通告藝人。
- 12月6日——
  - 倪嘉徽：記者。
  - 錢麗如：新聞主播。
- 12月9日——林東進：演員。
- 12月10日——楊智傑：羽球選手。
- 12月11日——程建評：YouTube網紅。
- 12月15日——莊駿凱：棒球選手。
- 12月17日——江柔璇：模特兒。
- 12月18日——鄭鎧文：棒球選手。
- 12月19日——李優：模特兒、插畫家。
- 12月25日——宋品瑩：政治人物、英文老師、YouTube網紅。
- 12月27日——林芷安：籃球運動員。
- 12月30日——班傑明：作家。

## 逝世
- 1月4日——三毛，作家，上吊自殺。（1943年出生）
- 12月29日——吳晉淮，歌謠作曲家、臺語歌手。代表作有《關仔嶺之戀》等。（1916年出生）